# Ichneumon cessator
Espèce
Ichneumon cessator est une espèce d'insectes hyménoptères de la famille des ichneumonidés.
En été, on peut observer les adultes sur des apiacées (ombellifères) ; les adultes hivernent.

Les femelles sont généralement des endoparasites. L'espèce décrite par Müller en 1776 se reproduit en Suède. Aucune sous-espèce n'est répertoriée dans le catalogue de la vie. 

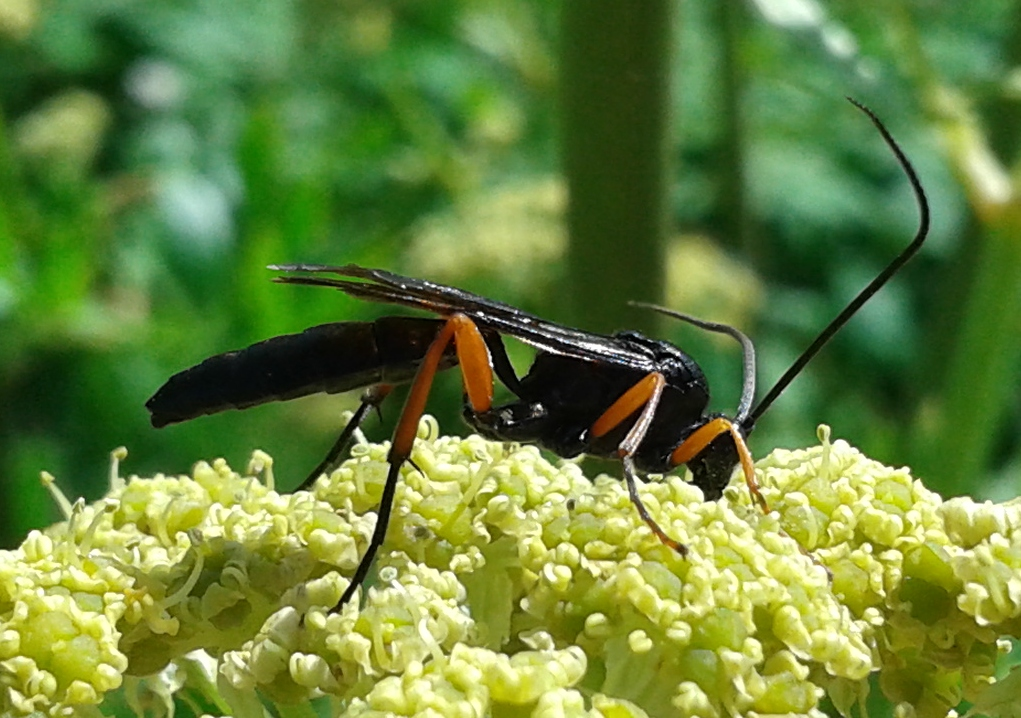
ici sur une floraison de céleri branche
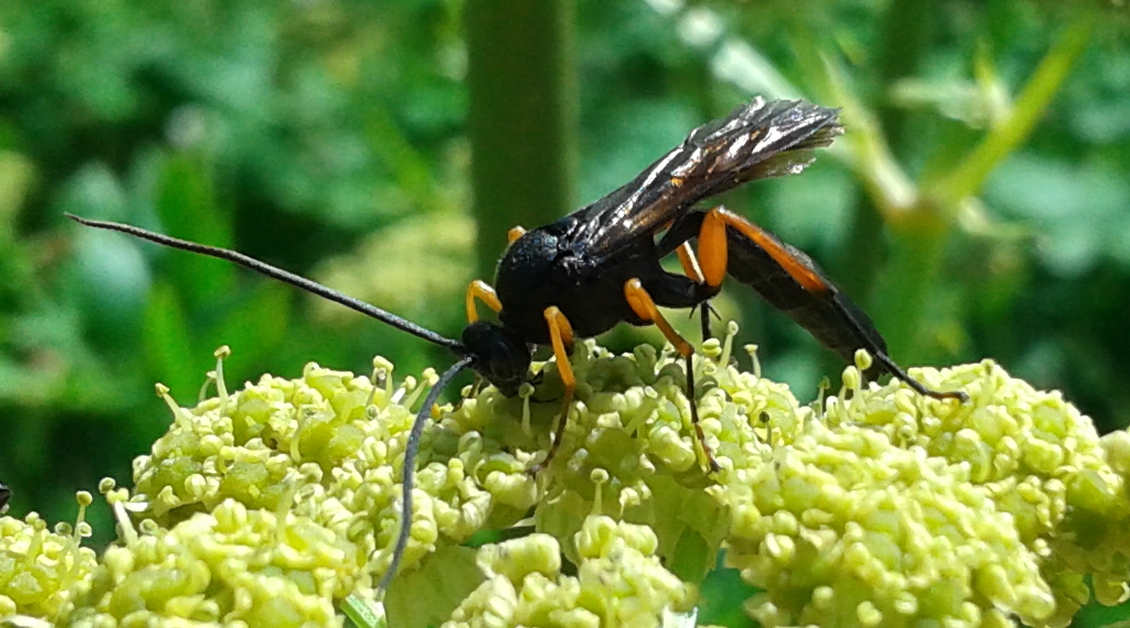
Ichneumon cessator (France, Nord 59210)